# Terminal City (comics)
Terminal City est une série de bande dessinée américaine écrite par Dean Motter, dessinée par Michael Lark et coloriée par Rick Taylor. La série est publiée entre 1996 et 1997 sous forme de neuf comic books par Vertigo. Une suite, en cinq numéros, sort en septembre 1997 sous le titre Terminal City: Aerial Graffiti. Elles sont inédites en français.
Terminal City est une ville art déco où vit Cosmo Quinn, un laveur de vitre qui avait connu la gloire comme cascadeur une dizaine d'années plus tôt. La série est consacrée à son retour en grâce et aux retrouvailles avec des amis qu'il avait perdus de vue après l'Exposition du meilleur des mondes de 1984.
Alors que les séries de Motter sont souvent noires et dystopiques, Terminal City est plus légère et régulièrement drôle.
En 2012, Dark Horse Comics édite l'intégrale regroupant les deux séries.